# Sansevieria gracilis

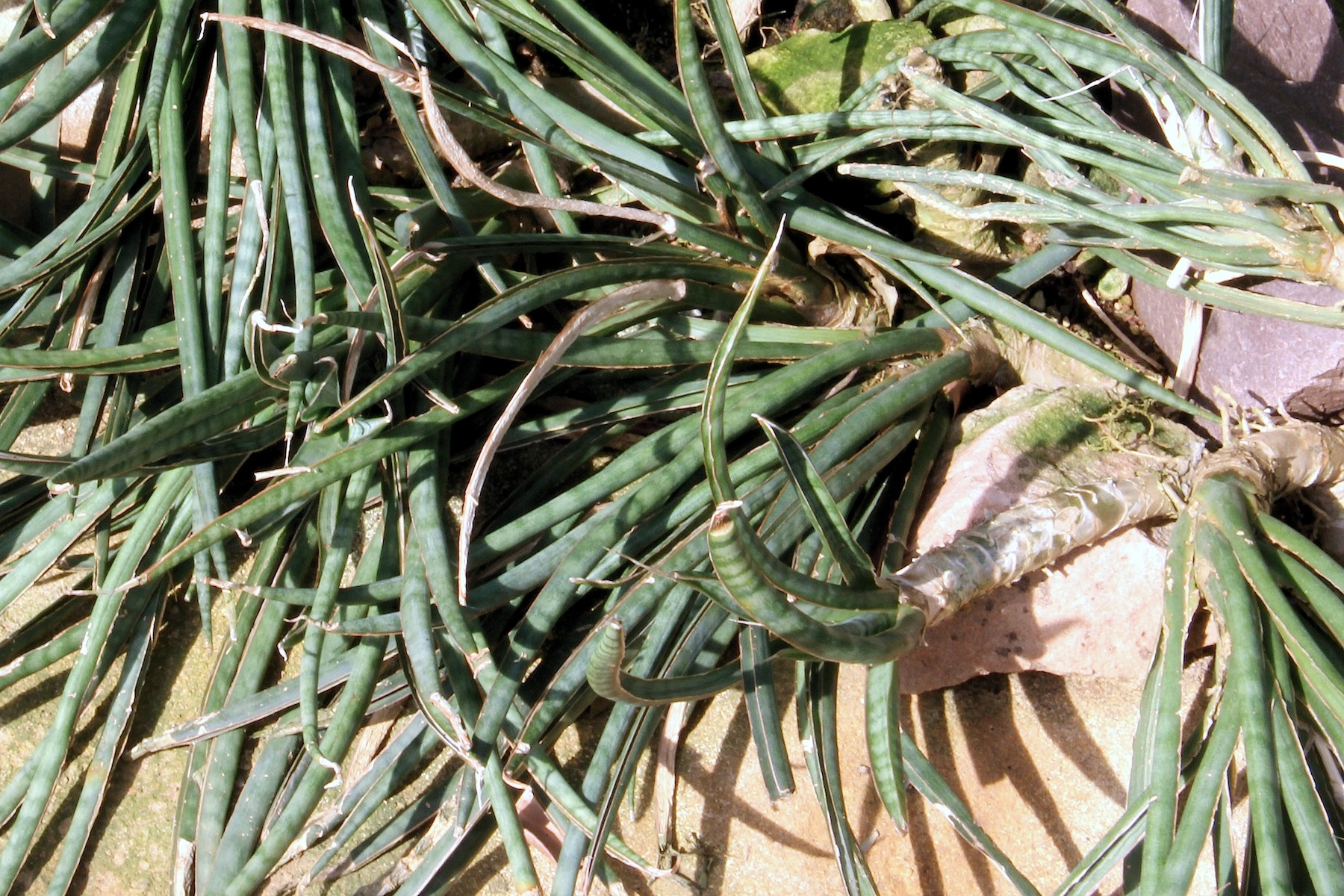
Sansevieria gracilis sehr altes Exemplar

Sansevieria gracilis ist eine Pflanzenart aus der Gattung Sansevieria in der Familie der Spargelgewächse (Asparagaceae). Das Artepitheton gracilis stammt aus dem Lateinischen und bedeutet ‚zierlich, schlank, dünn‘ und bezieht sich auf die Blätter.

## Beschreibung
Sansevieria gracilis wächst stammbildend als ausdauernde, sukkulente Pflanze mit über dem Boden entspringenden Ausläufern, die eine Länge von 15 bis 90 Zentimetern und eine Stärke von 8 Millimeter aufweisen. Sie sind mit 12 bis 25 Millimeter langen Schuppen bedeckt, die teilweise in Blätter übergehen. Der Stamm ist 2 bis 8 Zentimeter hoch. Die acht bis zwölf  an einem Spross stehenden Laubblätter sind dicht spiralig, aufsteigend oder auch ausgebreitet. Die einfache Blattspreite ist 25 bis 80 Zentimeter lang und 6 bis 9 Millimeter dick. Sie ist von der Basis her 5 bis 12,5 Zentimeter lang hohl-rinnig und nach oben zylindrisch geformt. Sie ist dunkel grün, manchmal mit undeutlichen, schmalen, dunkleren Querbändern und leicht dunkleren Längslinien versehen. Sie läuft allmählich in eine 2 bis 6 Millimeter lange, braune oder weißliche Spreitenspitze aus. Der Spreitenrand ist membranartig weiß. Die Blattoberfläche ist glatt im Alter gefurcht.
Die einfach ährigen Blütenstände sind bis zu 30 Zentimeter hoch. Sie haben einen hellgrünen Stiel.  Die Rispen sind locker mit bis zu zwei Blüten pro Büschel besetzt. Das Tragblatt ist lanzettlich oder linealisch-lanzettlich, etwas zugespitzt und 2 bis 3 Millimeter lang. Der Blütenstiel ist 1 bis 2 Millimeter lang.  Die Blütenhüllblätter sind weiß. Die Blütenröhre ist 2 bis 2,5 Zentimeter lang. Die Zipfel sind 1 Zentimeter lang und wenig darüber.

## Verbreitung
Sansevieria gracilis ist in Kenia und Tansania auf trockenem Buschland und in Dickichten zwischen 30 und 600 Metern Höhe verbreitet.

## Taxonomie
Die Erstbeschreibung von Sansevieria gracilis erfolgte 1911 durch Nicholas Edward Brown.
Synonyme für Sansevieria gracilis N.E.Br. sind Sansevieria humbertiana Guillaumin (1940) und Sansevieria gracilis var. humbertiana (Guillaumin) Mbuga (2007)

## Nachweise